# Pedro Miranda
Pedro Miranda de Oliveira (Rio de Janeiro, 27 de julho de 1976) é um músico, cantor, ator, pandeirista e percussionista brasileiro.

## Discografia
Discos solo
- 2016 - "Samba Original"
- 2009 - "Pimenteira"
- 2006 - "Coisa com coisa"

Grupos
- 2008 - "O samba informal de Mauro Duarte" - Samba de Fato e Cristina Buarque
- 2007 - "Delicada" - Teresa Cristina & Grupo Semente
- 2005 - "O mundo é o meu lugar - ao vivo" Teresa Cristina & Grupo Semente
- 2004 - "Sabe lá o que é isso?" - Cordão do Boitatá
- 2004 - "A vida me fez assim" - Teresa Cristina & Grupo Semente
- 2002 - "A música de Paulinho da Viola" - Teresa Cristina e Grupo Semente

Projetos especiais
- 2004 - "Lembranças cariocas" - Nilze Carvalho, Pedro Paulo Malta e Pedro Miranda
- 2004 - "Lamartiníadas" - Alfredo Del-Penho, Pedro Paulo Malta e Pedro Miranda
- 2002 - "O samba é minha nobreza" - Vários artistas

Vários artistas
- 2015 - "Fundamental - Sambas da Lapa"
- 2010 - "Dança de salão vol.1"
- 2007 - "Estação Lapa 2"
- 2005 - "Estação Lapa"
- 2003 - "Um ser de luz - Saudação à Clara Nunes"
- 2003 - "Samba pras crianças"

Participações especiais
- 2014 - "Samba pra teatro" - Inez Viana
- 2012 - "Pra dizer sim" - Antonia Adnet
- 2012 - "Nova dança" - João Callado
- 2012 - "Pra sempre samba" - Grupo Dose certa
- 2010 - "O samba vai" - Mario Adnet
- 2006 - "Casuarina" - Casuarina
- 2004 - "Tira Poeira" - Tira Poeira
- 2002 - "O samba das rodas" - Eduardo Gallotti